# فردریک دیباگریو
فردریک دیباگریو (به انگلیسی: Frédérik Deburghgraeve) (زادهٔ ۱ ژوئن ۱۹۷۳) شناگر اهل بلژیک است.